# Quadricalcarifera transcaerulea
Quadricalcarifera transcaerulea är en fjärilsart som beskrevs av Holloway 1976. Quadricalcarifera transcaerulea ingår i släktet Quadricalcarifera och familjen tandspinnare. Inga underarter finns listade.